# フランコ公爵
フランコ公爵（スペイン語: Duque de Franco）は、かつて存在したスペインの公爵位。総統フランシスコ・フランコの娘カルメン・フランコ・イ・ポロが王政復古後の1975年に叙されたが、2022年の国民記憶法施行により称号廃止となった。

## 歴史
総統フランシスコ・フランコの娘だったマリア・デル・カルメン・フランコ・イ・ポロは、1950年に第10代ビリャベルデ侯爵クリストバル・マルティネス＝ボルディウと結婚し、その間に7人の子を儲けた。
1975年11月20日にフランコ総統が死去し、フランコの遺言によりフアン・カルロス1世がスペイン王に即位して王政復古した。フアン・カルロス1世は11月26日にもフランコの娘であるカルメンをフランコ女公爵に叙した。グランデの特権を有する公爵位であった。
2017年12月29日に初代女公が死去。先立つ1998年の10代ビリャベルデ侯の死去に際しては、夫妻の長男であるフランシスコ・フランコ・イ・マルティネス＝ボルディウが11代ビリャベルデ侯爵位を継承していたが、2006年の法律により当時貴族の爵位の継承は叙爵時の特別の指定や当人が他者に譲らない限り、性別に関係なく第1子が優先となっていたため、長女マリア・デル・カルメン・マルティネス＝ボルディウ・イ・フランコが公爵位を請求した。
極左政党の統一左翼党は「独裁者」の爵位を嫌い、フランコ公爵位を葬ろうと「フランコ公爵位は歴史の記録法に違反する」という訴えを国王フェリペ6世に対して行った。しかし貴族の爵位の創設や剥奪の権限は国王にあり、法律の対象ではなかった。このときは結局、マリア・デル・カルメン・マルティネス＝ボルディウの2代フランコ女公位の継承が認められ、2018年7月4日の官報で爵位継承が発表された。しかし2020年に入り、ペドロ・サンチェス率いる社会労働党が政権を握ると、フランコ総統時代の負の遺産への対処を掲げて国民記憶法を制定する意向を示した。同年9月15日、サンチェス政権は同法案を議会に提出することを閣議決定した。法案は議会内でも成立に向かい、2022年10月21日に国民記憶法として施行された。同法の定めるところによりフランコ公爵位は称号廃止となった。

## フランコ公爵（1975年）
- 初代フランコ女公爵マリア・デル・カルメン・フランコ・イ・ポロ (1926–2017)
- 2代フランコ女公爵マリア・デル・カルメン・マルティネス＝ボルディウ・イ・フランコ (1951-)（2022年に称号廃止）

## フランコ公爵家の系図
| スペイン王 アルフォンソ13世 (1886-1941)                             | スペイン王 アルフォンソ13世 (1886-1941)                             | スペイン王 アルフォンソ13世 (1886-1941)                             | スペイン王 アルフォンソ13世 (1886-1941)                             | スペイン王 アルフォンソ13世 (1886-1941)                             | スペイン王 アルフォンソ13世 (1886-1941)                             |                                                                                                   |  | フランシスコ・フランコ・バアモンデ (1892–1975) | フランシスコ・フランコ・バアモンデ (1892–1975) | フランシスコ・フランコ・バアモンデ (1892–1975) | フランシスコ・フランコ・バアモンデ (1892–1975) | フランシスコ・フランコ・バアモンデ (1892–1975)                                                          | フランシスコ・フランコ・バアモンデ (1892–1975)                                                          | | | 初代メイラス女卿 マリア・デル・カルメン・ポロ・イ・マルティネス＝バルディス (1900-1988)                 | 初代メイラス女卿 マリア・デル・カルメン・ポロ・イ・マルティネス＝バルディス (1900-1988)                 | 初代メイラス女卿 マリア・デル・カルメン・ポロ・イ・マルティネス＝バルディス (1900-1988) | 初代メイラス女卿 マリア・デル・カルメン・ポロ・イ・マルティネス＝バルディス (1900-1988) | 初代メイラス女卿 マリア・デル・カルメン・ポロ・イ・マルティネス＝バルディス (1900-1988)         | 初代メイラス女卿 マリア・デル・カルメン・ポロ・イ・マルティネス＝バルディス (1900-1988)         |                                                                                                 |                                                                                                 |                                                                                                 |                                                                                                 |  |  |
| スペイン王 アルフォンソ13世 (1886-1941)                             | スペイン王 アルフォンソ13世 (1886-1941)                             | スペイン王 アルフォンソ13世 (1886-1941)                             | スペイン王 アルフォンソ13世 (1886-1941)                             | スペイン王 アルフォンソ13世 (1886-1941)                             | スペイン王 アルフォンソ13世 (1886-1941)                             |                                                                                                   |  | フランシスコ・フランコ・バアモンデ (1892–1975) | フランシスコ・フランコ・バアモンデ (1892–1975) | フランシスコ・フランコ・バアモンデ (1892–1975) | フランシスコ・フランコ・バアモンデ (1892–1975) | フランシスコ・フランコ・バアモンデ (1892–1975)                                                          | フランシスコ・フランコ・バアモンデ (1892–1975)                                                          | | | 初代メイラス女卿 マリア・デル・カルメン・ポロ・イ・マルティネス＝バルディス (1900-1988)                 | 初代メイラス女卿 マリア・デル・カルメン・ポロ・イ・マルティネス＝バルディス (1900-1988)                 | 初代メイラス女卿 マリア・デル・カルメン・ポロ・イ・マルティネス＝バルディス (1900-1988) | 初代メイラス女卿 マリア・デル・カルメン・ポロ・イ・マルティネス＝バルディス (1900-1988) | 初代メイラス女卿 マリア・デル・カルメン・ポロ・イ・マルティネス＝バルディス (1900-1988)         | 初代メイラス女卿 マリア・デル・カルメン・ポロ・イ・マルティネス＝バルディス (1900-1988)         |                                                                                                 |                                                                                                 |                                                                                                 |                                                                                                 |  |  |
|                                                                     |                                                                     |                                                                     |                                                                     |                                                                     |                                                                     |                                                                                                   |  |                                                |                                                |                                                |                                                | | | | | | |                                                                                         |                                                                                         |                                                                                                 |                                                                                                 |                                                                                                 |                                                                                                 |                                                                                                 |                                                                                                 |  |  |
| セゴビア公 ハイメ・デ・ボルボーン・イ・バッテンベルグ （1908-1975） | セゴビア公 ハイメ・デ・ボルボーン・イ・バッテンベルグ （1908-1975） | セゴビア公 ハイメ・デ・ボルボーン・イ・バッテンベルグ （1908-1975） | セゴビア公 ハイメ・デ・ボルボーン・イ・バッテンベルグ （1908-1975） | セゴビア公 ハイメ・デ・ボルボーン・イ・バッテンベルグ （1908-1975） | セゴビア公 ハイメ・デ・ボルボーン・イ・バッテンベルグ （1908-1975） |                                                                                                   |  |                                                |                                                |                                                |                                                | 初代フランコ女公 ビリャベルデ侯爵夫人 マリア・デル・カルメン・フランコ・イ・ポロ (1926–2017)            | 初代フランコ女公 ビリャベルデ侯爵夫人 マリア・デル・カルメン・フランコ・イ・ポロ (1926–2017)            | 初代フランコ女公 ビリャベルデ侯爵夫人 マリア・デル・カルメン・フランコ・イ・ポロ (1926–2017)            | 初代フランコ女公 ビリャベルデ侯爵夫人 マリア・デル・カルメン・フランコ・イ・ポロ (1926–2017)            | 初代フランコ女公 ビリャベルデ侯爵夫人 マリア・デル・カルメン・フランコ・イ・ポロ (1926–2017)            | 初代フランコ女公 ビリャベルデ侯爵夫人 マリア・デル・カルメン・フランコ・イ・ポロ (1926–2017)            |                                                                                         |                                                                                         | 10代ビリャベルデ侯爵 クリストバル・マルティネス＝ボルディウ (1922–1998)                         | 10代ビリャベルデ侯爵 クリストバル・マルティネス＝ボルディウ (1922–1998)                         | 10代ビリャベルデ侯爵 クリストバル・マルティネス＝ボルディウ (1922–1998)                         | 10代ビリャベルデ侯爵 クリストバル・マルティネス＝ボルディウ (1922–1998)                         | 10代ビリャベルデ侯爵 クリストバル・マルティネス＝ボルディウ (1922–1998)                         | 10代ビリャベルデ侯爵 クリストバル・マルティネス＝ボルディウ (1922–1998)                         |  |  |
| セゴビア公 ハイメ・デ・ボルボーン・イ・バッテンベルグ （1908-1975） | セゴビア公 ハイメ・デ・ボルボーン・イ・バッテンベルグ （1908-1975） | セゴビア公 ハイメ・デ・ボルボーン・イ・バッテンベルグ （1908-1975） | セゴビア公 ハイメ・デ・ボルボーン・イ・バッテンベルグ （1908-1975） | セゴビア公 ハイメ・デ・ボルボーン・イ・バッテンベルグ （1908-1975） | セゴビア公 ハイメ・デ・ボルボーン・イ・バッテンベルグ （1908-1975） |                                                                                                   |  |                                                |                                                |                                                |                                                | 初代フランコ女公 ビリャベルデ侯爵夫人 マリア・デル・カルメン・フランコ・イ・ポロ (1926–2017)            | 初代フランコ女公 ビリャベルデ侯爵夫人 マリア・デル・カルメン・フランコ・イ・ポロ (1926–2017)            | 初代フランコ女公 ビリャベルデ侯爵夫人 マリア・デル・カルメン・フランコ・イ・ポロ (1926–2017)            | 初代フランコ女公 ビリャベルデ侯爵夫人 マリア・デル・カルメン・フランコ・イ・ポロ (1926–2017)            | 初代フランコ女公 ビリャベルデ侯爵夫人 マリア・デル・カルメン・フランコ・イ・ポロ (1926–2017)            | 初代フランコ女公 ビリャベルデ侯爵夫人 マリア・デル・カルメン・フランコ・イ・ポロ (1926–2017)            |                                                                                         |                                                                                         | 10代ビリャベルデ侯爵 クリストバル・マルティネス＝ボルディウ (1922–1998)                         | 10代ビリャベルデ侯爵 クリストバル・マルティネス＝ボルディウ (1922–1998)                         | 10代ビリャベルデ侯爵 クリストバル・マルティネス＝ボルディウ (1922–1998)                         | 10代ビリャベルデ侯爵 クリストバル・マルティネス＝ボルディウ (1922–1998)                         | 10代ビリャベルデ侯爵 クリストバル・マルティネス＝ボルディウ (1922–1998)                         | 10代ビリャベルデ侯爵 クリストバル・マルティネス＝ボルディウ (1922–1998)                         |  |  |
|                                                                     |                                                                     |                                                                     |                                                                     |                                                                     |                                                                     |                                                                                                   |  |                                                |                                                |                                                |                                                | | | | | | |                                                                                         |                                                                                         |                                                                                                 |                                                                                                 |                                                                                                 |                                                                                                 |                                                                                                 |                                                                                                 |  |  |
|                                                                     |                                                                     |                                                                     |                                                                     |                                                                     |                                                                     |                                                                                                   |  |                                                |                                                |                                                |                                                | | | | | | |                                                                                         |                                                                                         |                                                                                                 |                                                                                                 |                                                                                                 |                                                                                                 |                                                                                                 |                                                                                                 |  |  |
| カディス公 アルフォンソ・デ・ボルボーン・イ・ダンピエレ (1936-1989) | カディス公 アルフォンソ・デ・ボルボーン・イ・ダンピエレ (1936-1989) | カディス公 アルフォンソ・デ・ボルボーン・イ・ダンピエレ (1936-1989) | カディス公 アルフォンソ・デ・ボルボーン・イ・ダンピエレ (1936-1989) | カディス公 アルフォンソ・デ・ボルボーン・イ・ダンピエレ (1936-1989) | カディス公 アルフォンソ・デ・ボルボーン・イ・ダンピエレ (1936-1989) |                                                                                                   |  |                                                |                                                |                                                |                                                | 2代フランコ女公 カディス公爵夫人 マリア・デル・カルメン・マルティネス＝ボルディウ・イ・フランコ (1951-) | 2代フランコ女公 カディス公爵夫人 マリア・デル・カルメン・マルティネス＝ボルディウ・イ・フランコ (1951-) | 2代フランコ女公 カディス公爵夫人 マリア・デル・カルメン・マルティネス＝ボルディウ・イ・フランコ (1951-) | 2代フランコ女公 カディス公爵夫人 マリア・デル・カルメン・マルティネス＝ボルディウ・イ・フランコ (1951-) | 2代フランコ女公 カディス公爵夫人 マリア・デル・カルメン・マルティネス＝ボルディウ・イ・フランコ (1951-) | 2代フランコ女公 カディス公爵夫人 マリア・デル・カルメン・マルティネス＝ボルディウ・イ・フランコ (1951-) |                                                                                         |                                                                                         | 11代ビリャベルデ侯爵 2代メイラス卿 フランシスコ・フランコ・イ・マルティネス＝ボルディウ (1954-) | 11代ビリャベルデ侯爵 2代メイラス卿 フランシスコ・フランコ・イ・マルティネス＝ボルディウ (1954-) | 11代ビリャベルデ侯爵 2代メイラス卿 フランシスコ・フランコ・イ・マルティネス＝ボルディウ (1954-) | 11代ビリャベルデ侯爵 2代メイラス卿 フランシスコ・フランコ・イ・マルティネス＝ボルディウ (1954-) | 11代ビリャベルデ侯爵 2代メイラス卿 フランシスコ・フランコ・イ・マルティネス＝ボルディウ (1954-) | 11代ビリャベルデ侯爵 2代メイラス卿 フランシスコ・フランコ・イ・マルティネス＝ボルディウ (1954-) |  |  |
| カディス公 アルフォンソ・デ・ボルボーン・イ・ダンピエレ (1936-1989) | カディス公 アルフォンソ・デ・ボルボーン・イ・ダンピエレ (1936-1989) | カディス公 アルフォンソ・デ・ボルボーン・イ・ダンピエレ (1936-1989) | カディス公 アルフォンソ・デ・ボルボーン・イ・ダンピエレ (1936-1989) | カディス公 アルフォンソ・デ・ボルボーン・イ・ダンピエレ (1936-1989) | カディス公 アルフォンソ・デ・ボルボーン・イ・ダンピエレ (1936-1989) |                                                                                                   |  |                                                |                                                |                                                |                                                | 2代フランコ女公 カディス公爵夫人 マリア・デル・カルメン・マルティネス＝ボルディウ・イ・フランコ (1951-) | 2代フランコ女公 カディス公爵夫人 マリア・デル・カルメン・マルティネス＝ボルディウ・イ・フランコ (1951-) | 2代フランコ女公 カディス公爵夫人 マリア・デル・カルメン・マルティネス＝ボルディウ・イ・フランコ (1951-) | 2代フランコ女公 カディス公爵夫人 マリア・デル・カルメン・マルティネス＝ボルディウ・イ・フランコ (1951-) | 2代フランコ女公 カディス公爵夫人 マリア・デル・カルメン・マルティネス＝ボルディウ・イ・フランコ (1951-) | 2代フランコ女公 カディス公爵夫人 マリア・デル・カルメン・マルティネス＝ボルディウ・イ・フランコ (1951-) |                                                                                         |                                                                                         | 11代ビリャベルデ侯爵 2代メイラス卿 フランシスコ・フランコ・イ・マルティネス＝ボルディウ (1954-) | 11代ビリャベルデ侯爵 2代メイラス卿 フランシスコ・フランコ・イ・マルティネス＝ボルディウ (1954-) | 11代ビリャベルデ侯爵 2代メイラス卿 フランシスコ・フランコ・イ・マルティネス＝ボルディウ (1954-) | 11代ビリャベルデ侯爵 2代メイラス卿 フランシスコ・フランコ・イ・マルティネス＝ボルディウ (1954-) | 11代ビリャベルデ侯爵 2代メイラス卿 フランシスコ・フランコ・イ・マルティネス＝ボルディウ (1954-) | 11代ビリャベルデ侯爵 2代メイラス卿 フランシスコ・フランコ・イ・マルティネス＝ボルディウ (1954-) |  |  |
|                                                                     |                                                                     |                                                                     |                                                                     |                                                                     |                                                                     |                                                                                                   |  |                                                |                                                |                                                |                                                | | | | | | |                                                                                         |                                                                                         |                                                                                                 |                                                                                                 |                                                                                                 |                                                                                                 |                                                                                                 |                                                                                                 |  |  |
|                                                                     |                                                                     |                                                                     |                                                                     |                                                                     |                                                                     | アンジュー公（名目上） ルイス・アルフォンソ・デ・ボルボーン・イ・マルティネス＝ボルディウ (1974-) |  |                                                |                                                |                                                |                                                | | | | | | |                                                                                         |                                                                                         |                                                                                                 |                                                                                                 |                                                                                                 |                                                                                                 |                                                                                                 |                                                                                                 |  |  |
|                                                                     |                                                                     |                                                                     |                                                                     |                                                                     |                                                                     |                                                                                                   |  |                                                |                                                |                                                |                                                | | | | | | |                                                                                         |                                                                                         |                                                                                                 |                                                                                                 |                                                                                                 |                                                                                                 |                                                                                                 |                                                                                                 |  |  |
|                                                                     |                                                                     |                                                                     |                                                                     |                                                                     |                                                                     | フィーユ・ド・フランス（名目上） エウヘニア・デ・ボルボーン・イ・バルガス (2007-)                 |  |                                                |                                                |                                                |                                                | | | | | | |                                                                                         |                                                                                         |                                                                                                 |                                                                                                 |                                                                                                 |                                                                                                 |                                                                                                 |                                                                                                 |  |  |